# Rynartice
Rynartice – wieś w północnych Czechach, w kraju usteckim, w okresie Děčín, część gminy Jetřichovice.

## Położenie
Śródgórska, miejscowość letniskowa, położona w północnych Czechach, w północno-wschodniej części obszaru chronionego krajobrazu Łabskie Piaskowce (czes. CHKO Labské pískovce), na wysokości 320–380 m n.p.m., około 4, 5 km., na południowy zachód, od centrum miejscowości Chřibská przy południowo-wschodniej granicy Parku Narodowego Czeska Szwajcaria (czes. NP České Švýcarsko), około 2,2 km na zachód od granicy obszaru chronionego krajobrazu Gór Łużyckich (CHKO Lužicke hory).

## Opis
Stara miejscowość, położona na niewielkim wzgórzu nad doliną górskiej rzeki Chřibská Kamenice Pavlínino údolí, między Górami Łużyckimi, a skalnymi wzniesieniami Czeskiej Szwajcarii. Jest to wiejska miejscowość charakteryzująca się rozrzuconą i luźną zabudową. Większość zabudowań stanowią zabytkowe budynki, położone wzdłuż drogi. Przy dawnych ścieżkach, którymi chodzili mieszkańcy na nabożeństwa do kościołów w Jetřichovicach i Chřibskiej znajduje się kilka zabytkowych kapliczek, które w przeszłości postawiali zamożniejsi obywatele Rynartic. Ozdobą wioski jest zameczek, który postawiony był jako myśliwski zameczek. Obecnie pełni rolę obiektu turystyczno-rekreacyjnego. Blisko drogi w kierunku Jetřichovic po prawej stronie wśród lasu, położone są "Skały krasnali"  czes. Trpaslíčí skálu, w których miejscowy ludowy artysta Eduard Wahr, w 1833 r. rozpoczął ciosać schody i wnęki z posągami krasnoludków, a dzieło dokończył około 1870 r. jego syn Ernest. Obecnie miejscowość jest znanym ośrodkiem turystycznym i wypoczynkowym. Nad miejscowością góruje Křížový vrch (408 m n.p.m.) (tłum. 'krzyżowa góra') wznosząca się po północnej stronie.

## Historia
Miejscowość została założona prawdopodobnie około XIV wieku i podlegała pod zamek Falkenštejn. Po upadku zamku miejscowość została podporządkowana grodowi Tolštejn. W XIX wieku miejscowość leżała na terytorium rodu Kinských. Z końcem XIX wieku zaczęły być coraz bardziej popularniejsze jako miejsce wypoczynku i atrakcja turystyczna, dzięki propagowaniu turystycznych walorów regionu przez ród Kinských. W 1832 r. książę Rudolf Kinský rozpoczął budowę: kładek i mostów i dróg aby połączyć Rynartice z Jetřichovicami i Chřibską. W 1864 r. wydano jeden z pierwszych przewodników opisujący miejscowość i obszar Czeskiej Szwajcarii, która była własnością rodu Kinských. Autorem przewodnika był książęcy leśniczy adiunkt Ferdinand Náhlík z Rynartic. Przewodnik ten wydawany jest do obecnych czasów.

## Zabytki
- Skalna kaplica przydrożna przy drodze z Rynartic do Chřibskiej z 1697 r.
- Skały krasnali czes. Trpaslíčí skálu przy drodze z Rynartic do Jetřichovic z figurami krasnali w skale z 1833 r.

## Ciekawe miejsca
- Pavlínino údolí kanionowata przełomowa dolina rzeki Chřibskiej Kamenice